# Hiro Matsushita
Hiroyuki Hiro  Matsushita (jap. ヒロ松下 Matsushita Hiroyuki; ur. 14 marca 1961 w Kobe) – japoński kierowca wyścigowy. Jest wnukiem założyciela firmy Panasonic, Kōnosuke Matsushita

## Kariera

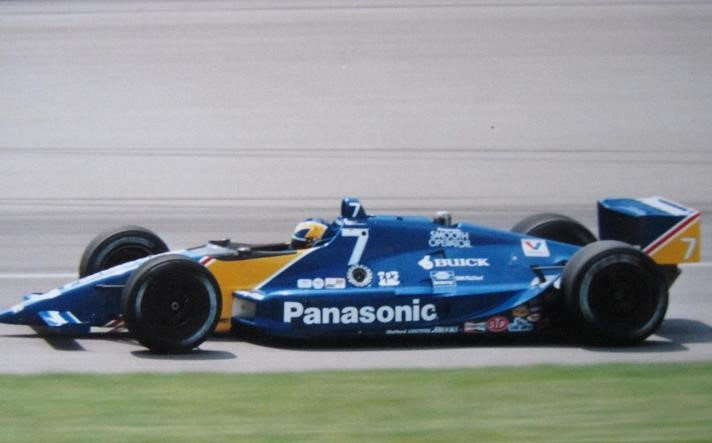
Hero Matushita w 1991 roku

Matsushita rozpoczął karierę w międzynarodowych wyścigach samochodowych w 1987 roku od startów w wyścigu SCCA National Championship Runoffs Formula F, w którym uplasował się na siódmej pozycji. W późniejszych latach Japończyk pojawiał się także w stawce Formuły Toyota Atlantic West, IMSA Camel Lights, Peter Jackson Formula Pacific Championship, Atlantic Championship, American Racing Series, Champ Car oraz 24-godzinnego wyścigu Le Mans.

## Wyniki w 24h Le Mans
| Rok  | Zespół                      | Partnerzy                  | Samochód   | Klasa | Okr. | Poz. | Klasa Pos. |
| ---- | --------------------------- | -------------------------- | ---------- | ----- | ---- | ---- | ---------- |
| 1999 | Team Goh David Price Racing | Hiroki Katō Akihiko Nakaya | BMW V12 LM | LMP   | 223  | NU   | NU         |

## Życie prywatne
Matsusita wycofał się z wyścigów w 2001 roku. Jego rodzina założyła Matsusita International Corporation w Stanach Zjednoczonych w 1990 roku, a od 2001 roku prowadzi rodzinny biznes w Stanach Zjednoczonych. Matsusita International Corporation kupiła Swift Car, producenta słynnego samochodu wyścigowego, w 1991 roku. Po tym, jak Matsusita została prezesem Swift, zmieniła nazwę firmy ze Swift Car na Swift Engineering. Swift Engineering to amerykańska firma inżynieryjna. Projektuje i produkuje Bezzałogowy statek powietrzny, Śmigłowiec, Okręt podwodny, Statek kosmiczny, Robotyka. Obecnie mieszka w Kalifornia. W 2018 roku Swift Engineering założyło spółkę joint venture z Kobe Institute of Computing o nazwie Swift Xi.